# دار هرمة (الشرية)

تعديل مصدري - تعديل

دار هرمة هي إحدى قرى عزلة آل غنيم بمديرية الشرية التابعة لمحافظة البيضاء، بلغ تعداد سكانها 42 نسمة حسب تعداد اليمن لعام 2004.